# Adriano Grimaldi
Adriano Grimaldi (Göttingen, 5 april 1991) is een Duits-Italiaans voetballer die doorgaans speelt als spits. In juli 2023 verruilde hij 1. FC Saarbrücken voor SC Paderborn 07.

## Clubcarrière
Grimaldi begon te voetballen bij Nikolausberger SC; die club verliet hij aan het einde van het seizoen 2004/05 voor SC Weende, voordat hij zich bij Hannover 96 aansloot tijdens zijn periode in de B- en A-jeugd. In het seizoen 2008/09 keerde hij terug naar SC Weende, waar hij op zeventienjarige leeftijd als amateur debuteerde. De spits vertrok echter in de winterstop naar FC Sachsen Leipzig, waar hij in dertien duels tweemaal doel wist te treffen. In de zomer van 2009 klopte 1. FSV Mainz 05 op de deur en bij die club ging hij in het belofteteam spelen. Zijn professionele debuut in de Bundesliga maakte Grimaldi op 12 september 2009, toen hij in het duel tegen Hertha BSC (2-1 winst) mocht invallen voor André Schürrle. Nadat hij betrokken was bij de beide goals van Mainz, werd hij door Kicker verkozen tot 'Man van de Wedstrijd'.
In 2011 verkaste de Italiaanse Duitser opnieuw; nu werd Fortuna Düsseldorf zijn nieuwe werkgever. Na wat wedstrijden in het tweede en het eerste, werd hij verhuurd aan SV Sandhausen om wat meer duelervaring op te kunnen doen. In tien wedstrijden kwam hij daar echter niet tot scoren. In juli 2012 vertrok Grimaldi naar VfL Osnabrück, waar hij in de voorbereiding op het seizoen 2013/14 furore maakte met zeven goals in twee duels. In de zomer van 2014 verkaste de spits naar 1. FC Heidenheim, waar hij zijn handtekening zette onder een verbintenis voor de duur van drie seizoenen. Na anderhalf jaar maakte hij de overstap naar Preußen Münster. Na tweeënhalf jaar, waarin hij dertig doelpunten maakte, werd 1860 München zijn nieuwe club. In Beieren zette Grimaldi zijn handtekening onder een verbintenis voor de duur van drie seizoenen. Een halfjaar later verkaste de aanvaller naar KFC Uerdingen 05. Tweeënhalf jaar later nam 1. FC Saarbrücken hem transfervrij over. Medio 2023 verkaste de aanvaller naar SC Paderborn 07.